# Requint

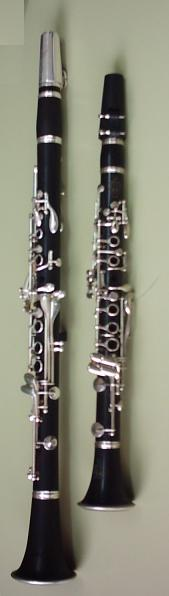
Clarinet Sib (Esquerra) Requint (Dreta)

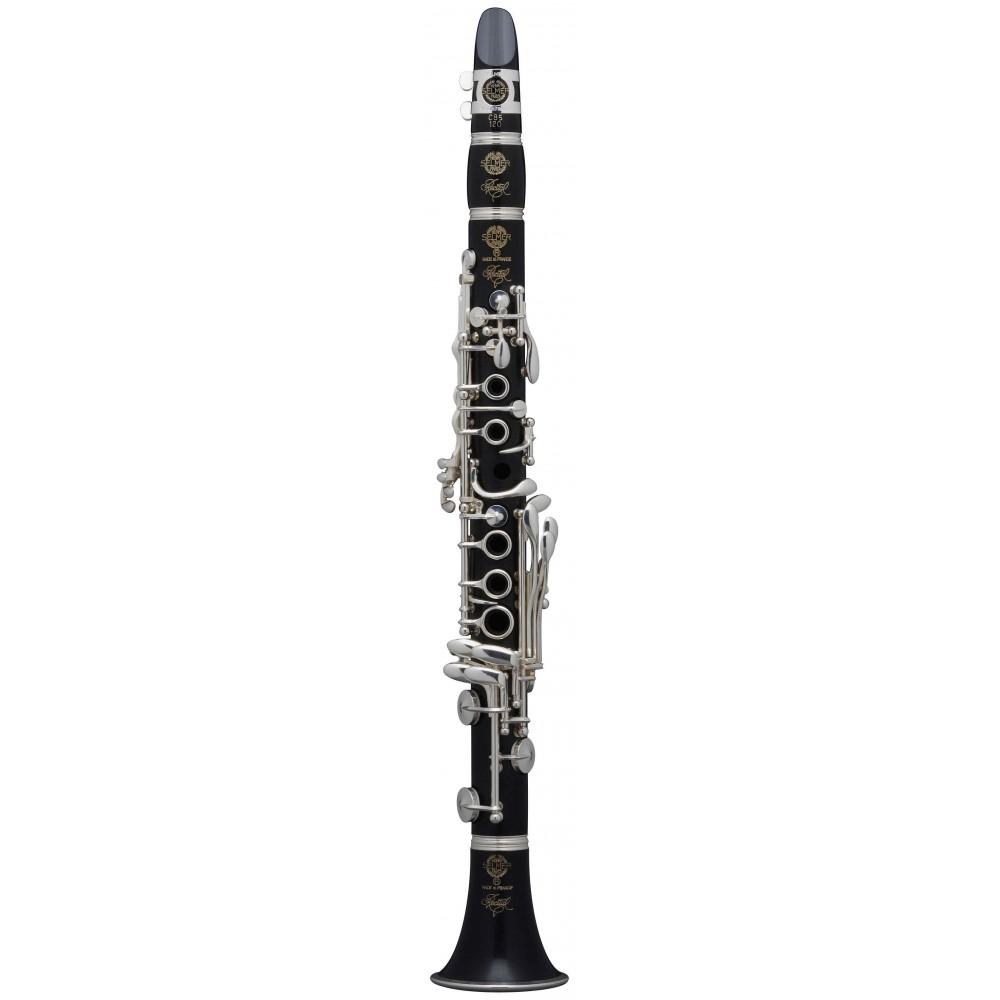
Requint (Clarinet Eb)

El requint és un instrument aeròfon de la familia vent fusta, de registre soprano-agut i existeix en 4 tons d'afinació diferents (Lab, Fa, Mib i Re) actualment s'utilitza el (Mib) per tant està un 4t de tò per damunt del  Clarinet Si bemoll. També és un instrument transpositor. La denominació correcta és clarinet sopranino; "requint" és un castellanisme derivat de "requinto", que s'utilitza al País Valencià.
Té el mateix sistema de claus i de digitació que el Clarinet Si bemoll. El requint és més petit (45–50 cm) que el Clarinet Si bemoll (66 cm), per tant el broquet, les canyes i l'abraçadora també ho són. Cal destacar que per a l'intèrpret del clarinet que ha de doblar veus en orquestra tocant al mateix temps el Clarinet Si bemoll i el requint, necessita una adaptació, ja que el requint és més petit i el sistema de claus està més junt.
Aquest tipus de clarinet s'empra en bandes simfòniques de música, agrupacions de clarinets i en orquestres, tot i així cap destacar que no té un ampli repertori com els clarinets sopranos (Sib i La).
El clarinet requint té un so penetrant, el staccato incisiu, i un timbre brillant. Al registre agut el resulta és estrident, al registre central una bona sonoritat emprada pels compositors que buscaven una alternativa aguda respecte al clarinet si bemoll, i al registre greu (chalumeau) es concentren la major part de dificultats perquè no té prou cos. Bàsicament s'empra per a tocar passatges aguts.

## Història
Dins dels Requint, ja en desús, trobem l'afinat en Re, el més greu i primitiu del grup, l'ús va ser molt comú a principis del segle xix. El repertori més conegut per aquest clarinet són els concerts de Johann Melchior Molter.
J. Stamitz també  inclourà el Requint en alguna de les seves simfonies al igual que Rameau, J.C. Bach i Gluck. Així mateix Wagner el fa servir en Tanhauser i en les Valquíries, I. Stravinsky en la Consagració de la Primavera i J. Strauss en algunes polques i valsos, juntament amb l'afinat en Mib.
També van existir els requints afinats en Lab, Sol i Fa, relegats a un exclusiu ús de bandes militars, especialment a Espanya, Hongria i Itàlia, per la seva sonoritat directa i cridanera i al seu afinació difícil de controlar.

### "El Pitu Montanyés"
El requint és un instrument molt difós popularment a Cantàbria, on es coneix com a "Pitu Montañés", es toca acompanyat de tambor o redoblant i la parella resultant es diu “Piters”.
Es va difondre en el centre-occident càntabre, La Muntanya, des de mitjan segle xix i va substituir en gran manera al silbu, a la dolçaina i a la gaita com a instrument emprat en la interpretació de peces del folklore càntabre, jotes i pericotes.
Entre “Els Piters” històrics més coneguts destaquen Joaquim i Antoni Mediavilla «els de Villapresente», Servando Crespo d'Escobedo de Camargo, Tomás Castillo, «Tomasón», d'Anievas o Bosio i Martín. En l'actualitat, Alfonso Díaz Casado, Paco San José, Joaquín Arnaiz i Fernando Gómez.

## Repertori
- Hector Berlioz: Passatge orquestral: Simfonia Fantàstica op.14.
- William Bolcom: Suite per a 4 danzes per a Requint Eb.
- Ernesto Cavallini: Variacions del Carnaval de Venècia.
- Manuel Lillo Torregrosa: Concerts per a Requint:
  - Teren Rof, Concert N.1 per a Requint.
  - Vivències, Concert N.2 per a Requint.
  - Obviam Ire Siglo, Concert N.3 per a Requint.
  - Angular, Concert N.4 per a Requint.
  - Lambuco, Concert N.5 per a Requint.
  - Re Sixto, Concert N.6 per a Requint.
- Gustav Mahler: Passatges orquestrals: Simfonia “La Cançò de la Terra”,Simfonies núm. (1,2,3,4,7,8,9).
- Johann Melchior Molter: Concert núm.1 per a Requint en La Major, MWV 6 Nº41.
- Amilcare Ponchielli: Quartet per a clarinet Sib, Requint, flauta, oboè amb acompanyament de piano.
- Serguei Prokófiev: Passatges orquestrals: Simfonia núm.5.
- Henri Rabaud: Solo de concurs per a Requint Eb.
- Maurice Ravel: Passatges orquestrals: Bolero, Concert piano “Per a la mà Esquerra”, Concert per a piano i orquestra, Dafnis i Cloe.
- Giacinto Scelsi: Tres peces per a Requint Eb.
- Arnold Schönberg: Suite, op. 29 per a Requint, clarinet sib, clarinet baix, viola, violí, violoncel i piano.
- Dmitri Xostakóvitx: Passatges orquestrals: L'edat d'or op.22, Simfonies núm. (5, 6, 8).
- Richard Strauss: Passatges orquestrals: Les alegres entremaliadures de Till Eulenspiegel op.28.
- Ígor Stravinski: L'Ocell de Foc, La Consagració de la primavera, Concert per a violí en D.
- Anton Webern: Tres cançons per a veu, Requint y guitarra Op.18.